# قائمة أطباق بذور السمسم

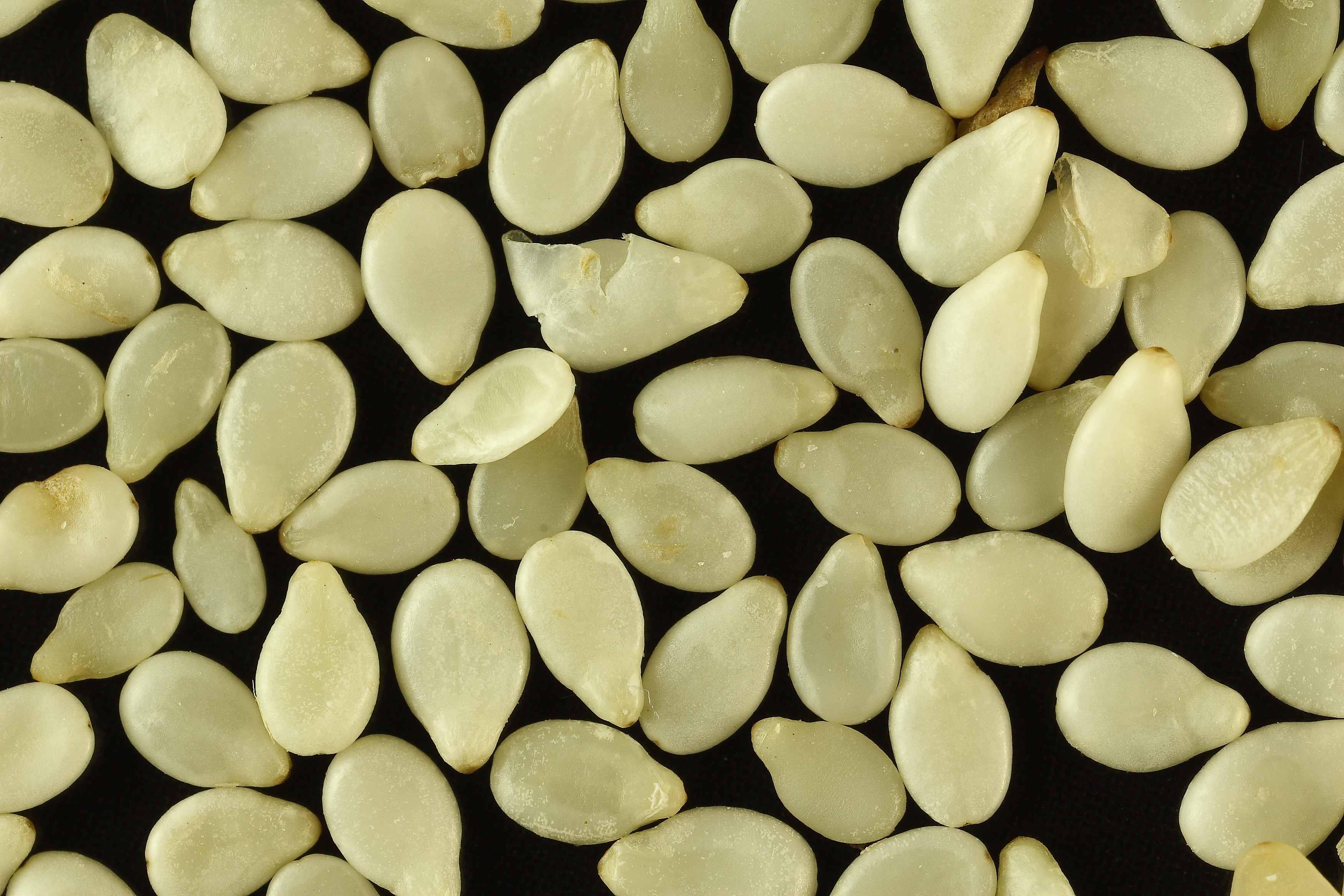
منظر مكبّر لبذور السمسم

هذه قائمة بأطباق وأطعمة بذور السمسم البارزة، والتي يتم تحضيرها باستخدام بذور السمسم كمكون رئيسي. بذور السمسم هي عنصر شائع في العديد من المطابخ، وتستخدم كاملة في الطهي لنكهة غنية.

## أطباق وأطعمة بذور السمسم

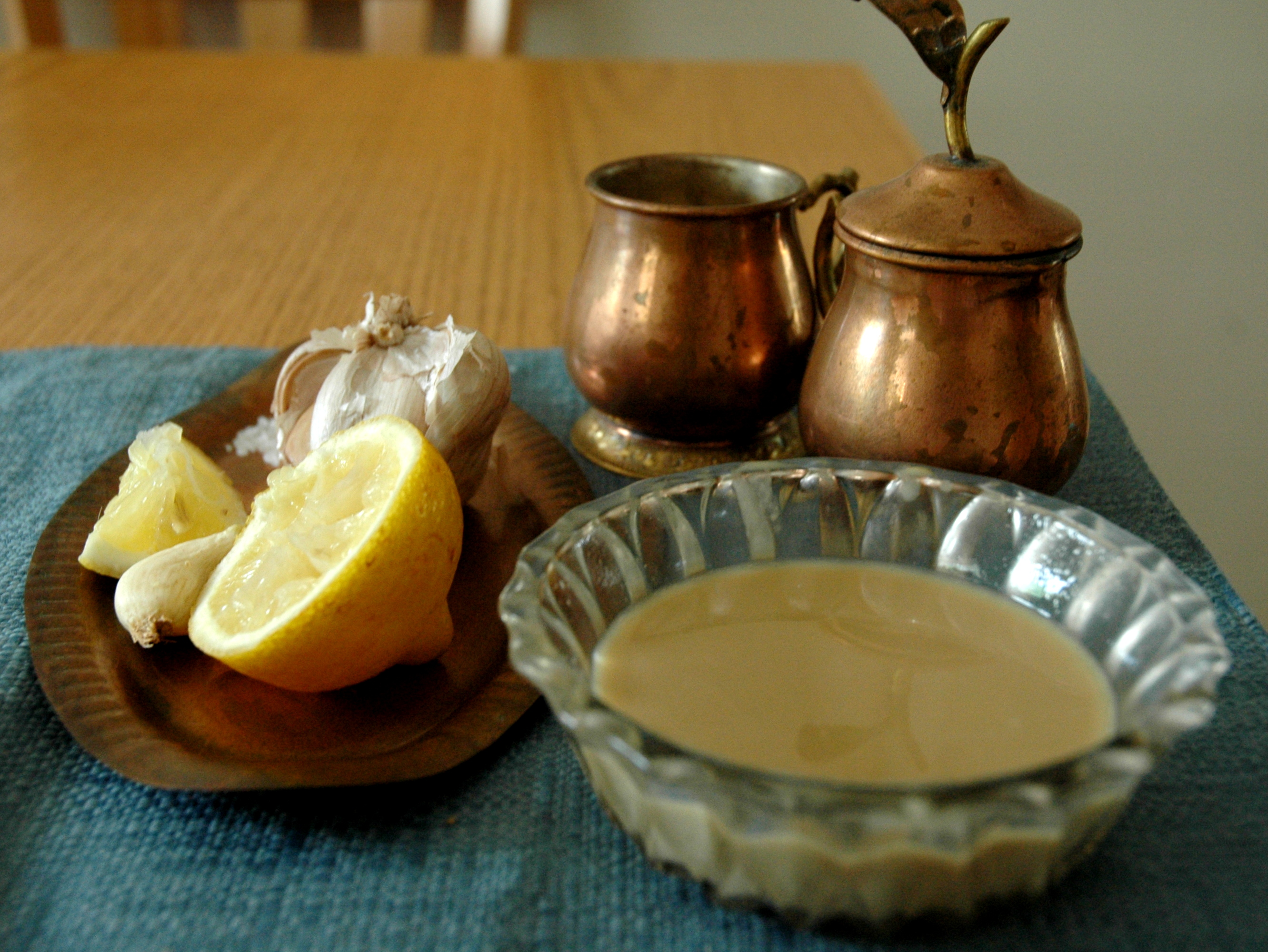
طحينة بالليمون والثوم

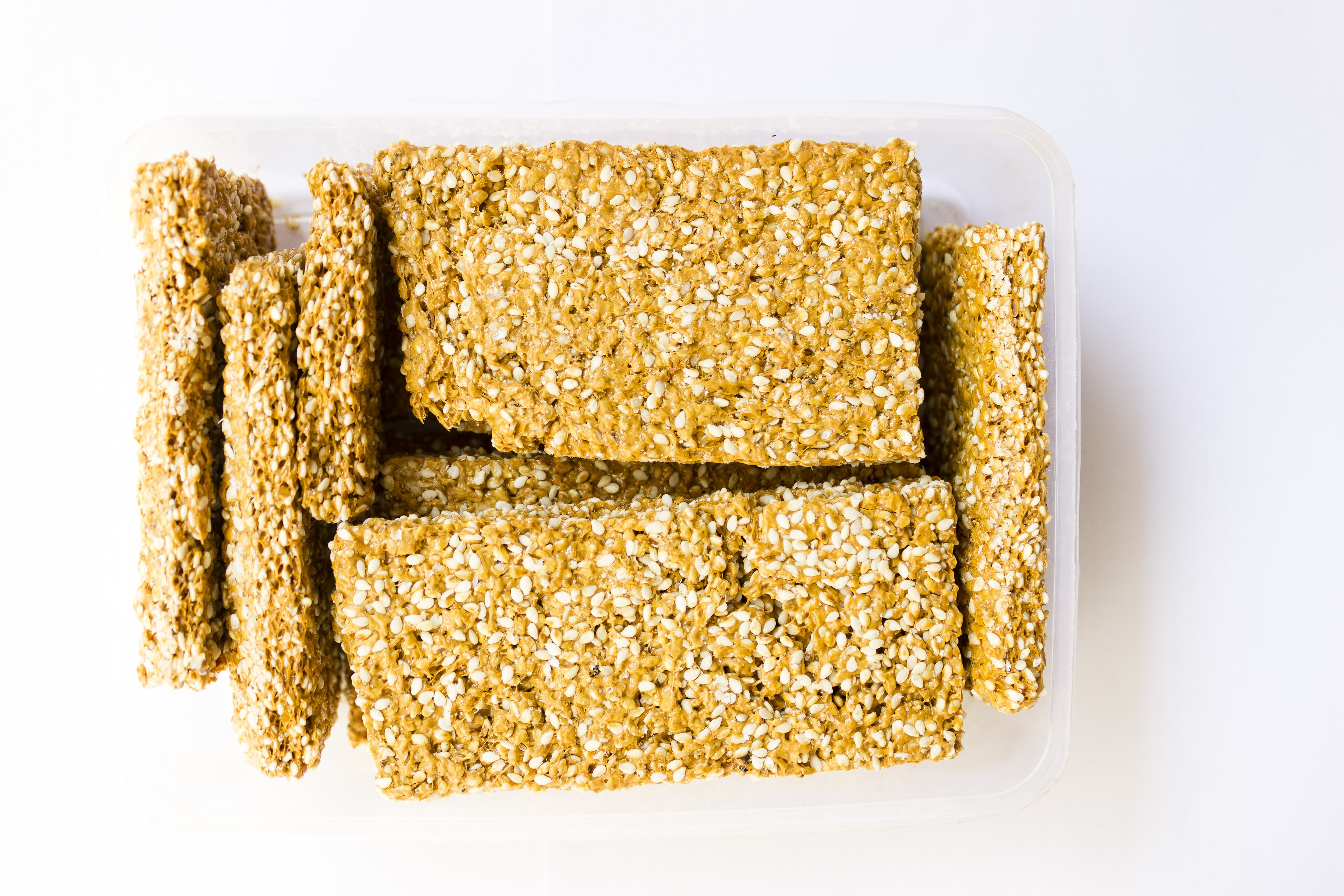
تلكوت

- بيني بول، حلوى ترينيدادية وتوباغونية قائمة على السمسم اخترعها الأفرو ترينيداديون. إنها على شكل كرة ولها قوام صلب للغاية.[1]
- بين ويفر - بسكويت يشبه الويفر مصنوع أساسًا من بذور السمسم ودقيق السمسم. تحظى بشعبية كبيرة في تشارلستون، ساوث كارولينا. يُعتقد أن بذور السمسم، والتي تسمى أيضًا «بيني» ، قد جلبها العبيد في غرب إفريقيا إلى الأمريكيين المستعمرين.
- Binangkal - دونات من جزر فيساياس ومينداناو في الفلبين وهي مصنوعة من كرات العجين الكثيفة المقلية والمغطاة ببذور السمسم.[2] [3] [4] عادة ما تؤكل مع الشوكولاتة الساخنة أو القهوة.[5]
- لفائف السمسم الأسود - حلوى ديم سوم المبردة الموجودة في هونغ كونغ وبعض الأحياء الصينية في الخارج. لها وقوام ناعم.
- حساء السمسم الأسود - حلوى صينية شهيرة من شرق آسيا متوفرة على نطاق واسع في جميع أنحاء الصين وهونغ كونغ وسنغافورة؟[6]
- Chikki - حلوى هندية تقليدية يتم تحضيرها أحيانًا باستخدام بذور السمسم
- Furikake - توابل يابانية جافة[7] يتم رشها فوق الأرز المطبوخ والخضروات والأسماك. تتكون عادة من خليط من الأسماك المجففة والمطحونة وبذور السمسم والأعشاب البحرية المفرومة والسكر والملح وغلوتامات أحادية الصوديوم .[8] [9]
- Gajak - حلوى تنشأ في Bhind and Morena of Madhya Pradesh ، الهند حيث يتم استهلاكها بشكل شائع في أشهر الشتاء. وهي عبارة عن حلوى جافة مصنوعة من بذور السمسم والمكسرات المطحونة والجاغري.
- Goma-ae - طبق جانبي ياباني مصنوع من الخضار وصلصة السمسم (يعني غوما السمسم والصلصة باللغة اليابانية)
- غومازيو - بهار جاف مصنوع من بذور السمسم غير المقشورة
- هيوجيمجا جوك - عصيدة السمسم الأسود ، جوك (عصيدة) مصنوعة من السمسم الأسود المطحون ناعماً والأرز. [10] [11] تعتبر العصيدة الحلوة جيدة للمرضى المتعافيين، حيث أن بذور السمسم الأسود غنية بالأنزيمات الهضمية التي تساعد في وظائف الكبد والكلى الصحية.
- Injeolmi - مجموعة متنوعة من tteok، أو كعكة الأرز الكورية تعد أحيانا باستخدام بذور السمسم
- جيان دوي - معجنات صينية مقلية مصنوعة من دقيق الأرز اللزج، مغطاة ببذور السمسم من الخارج ولها قوام هش ومضغوط
- كعك - تشير إلى الخبز الذي يتم تناوله بشكل شائع في جميع أنحاء الشرق الأدنى ويتم صنعه على شكل حلقة كبيرة مغطاة ببذور السمسم
- الطحينة - مصنوعة بذور السمسم المحمصة. يتم تقديم الطحينة بمفردها أو تستخدم كعنصر رئيسي في الحمص، بابا غنوج ، والحلاوة الطحينية .
- تيلكوت - حلوى مصنوعة في ولايتي بيهار وجارخاند الهندية، وهي مصنوعة من بذور السمسم والجاغري أو السكر
- الحلاوة الطحينية - من الحلويات الحلوة الشائعة في البلقان وبولندا والشرق الأوسط والمناطق الأخرى المحيطة بالبحر الأبيض المتوسط
- كعكة بذور السمسم - كعكة مصنوعة من بذور السمسم، وغالبًا ما يتم دمجها مع العسل كمُحلي
  - كعكة السمسم Changzhou - نوع من الكعك البيضاوي المخبوز الذي نشأ في Changzhou ،Jiangsu، الصين منذ أكثر من 150 عامًا
  - كعكة السمسم Huangqiao - كعكة بذور السمسم [12] نشأت من بلدة Huangqiao في Taixing Jiangsu.[13] تم التكهن بأنها واحدة من أقدم الكعكات في منطقة تايتشو في الصين.[14]
- حلوى بذور السمسم - حلوى من بذور السمسم والسكر أو العسل تشكل على شكل بار أو كرات، تحظى بشعبية من الشرق الأوسط من خلال جنوب آسيا إلى شرق آسيا.
  - حلوى السمسم Changzhou - كوكيز تقليدي في أماكن مثل Changzhou ، الصين
  - Tilgul - حلوى ملونة من بذور السمسم مغطاة ببذور السمسم، في ولاية ماهاراشترا، الهند يتبادل الناس التيلجول في سانكرانتي، وهو مهرجان هندوسي يحتفل به في 14 يناير.
  - السمسمية - حلوى مصرية
  - قرص عقيلي - كعكة من السمسم والزعفران. معروفة في البلدان العربية
  - حلاوة نهر خوز - حلوى عراقية، أصلها من قرية نهر خوز في قضاء أبي الخصيب بمحافظة البصرة. قوامها مكونان أساسيان فقط هما دبس التمر والراشي أو ما يعرف بعصير السمسم.[15]

Sesame-seed dishes and foods
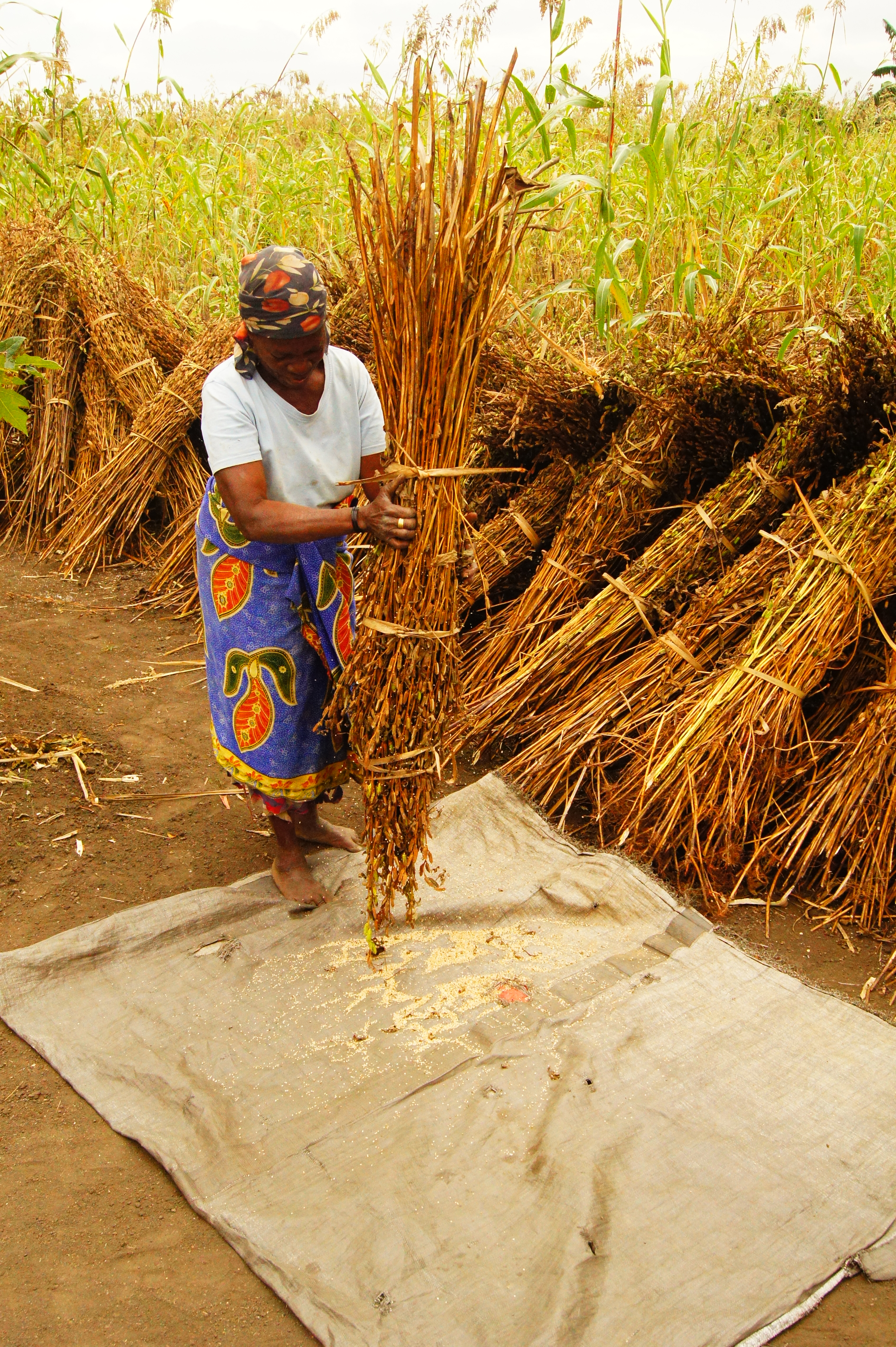
حصد بذور السمسم في موزمبيق
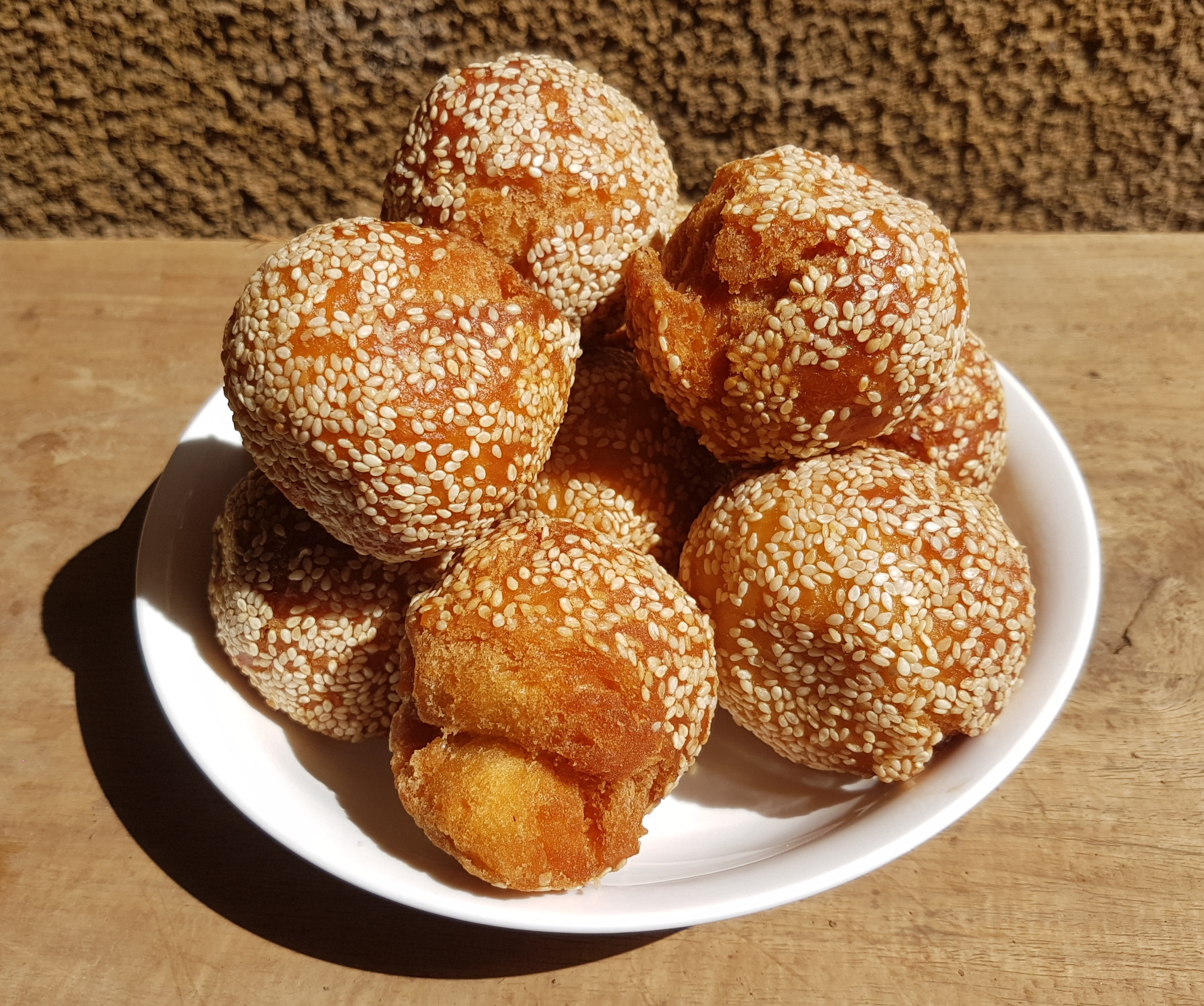
بينانجكال
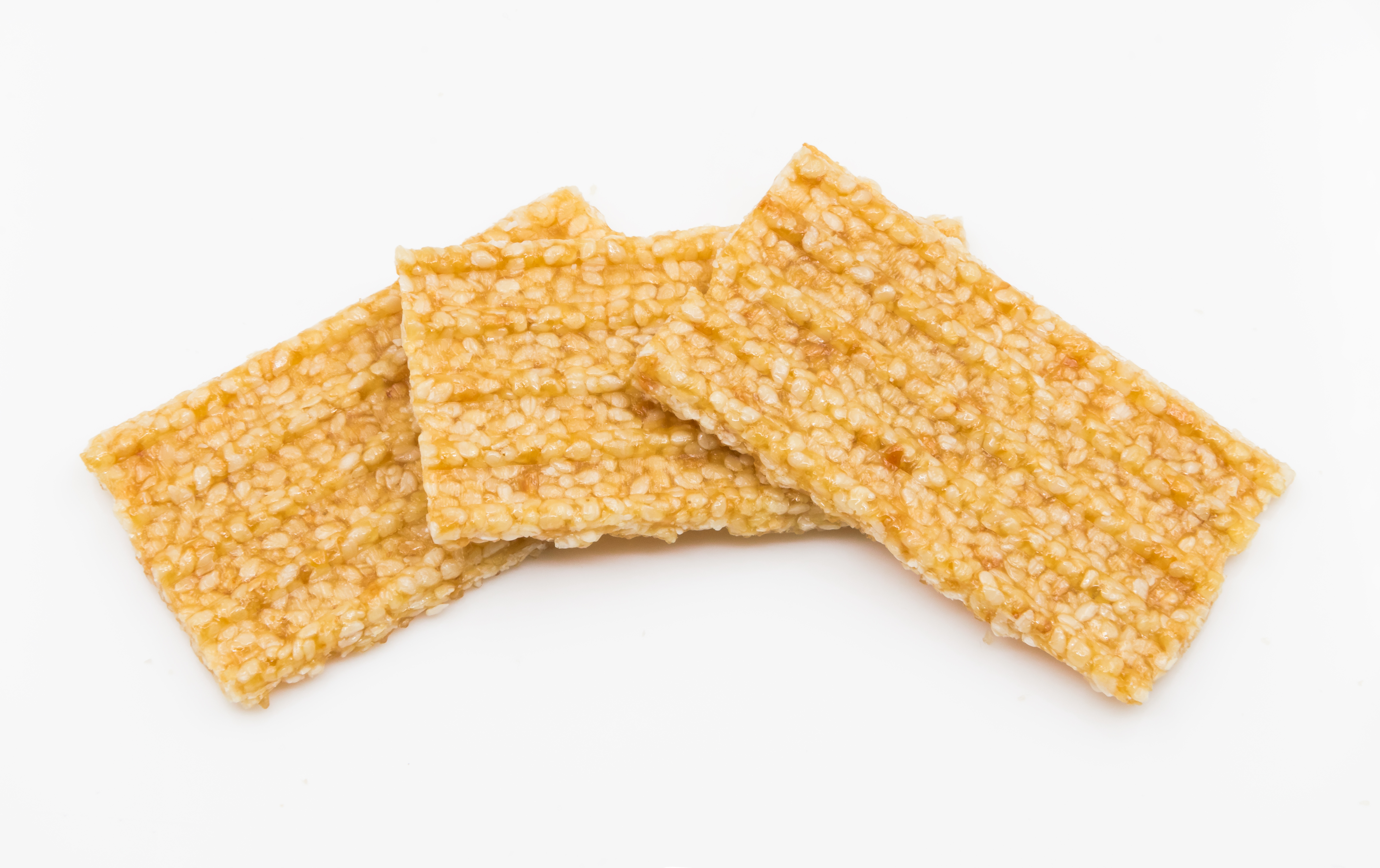
هالو! بسكويت بذور السمسم
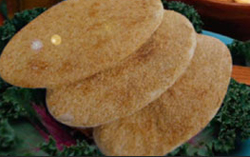
كعكة السمسم تشانغتشو  [لغات أخرى]‏
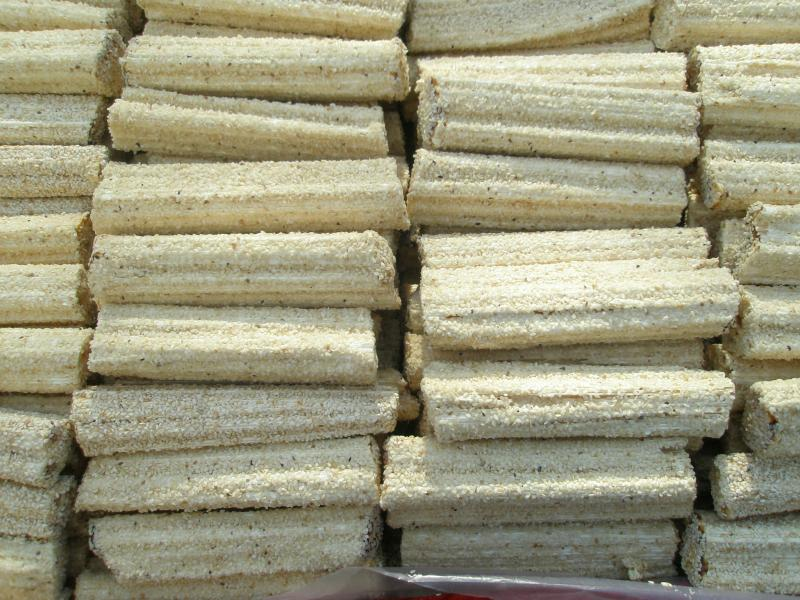
حلوى السمسم تشانغتشو  [لغات أخرى]‏
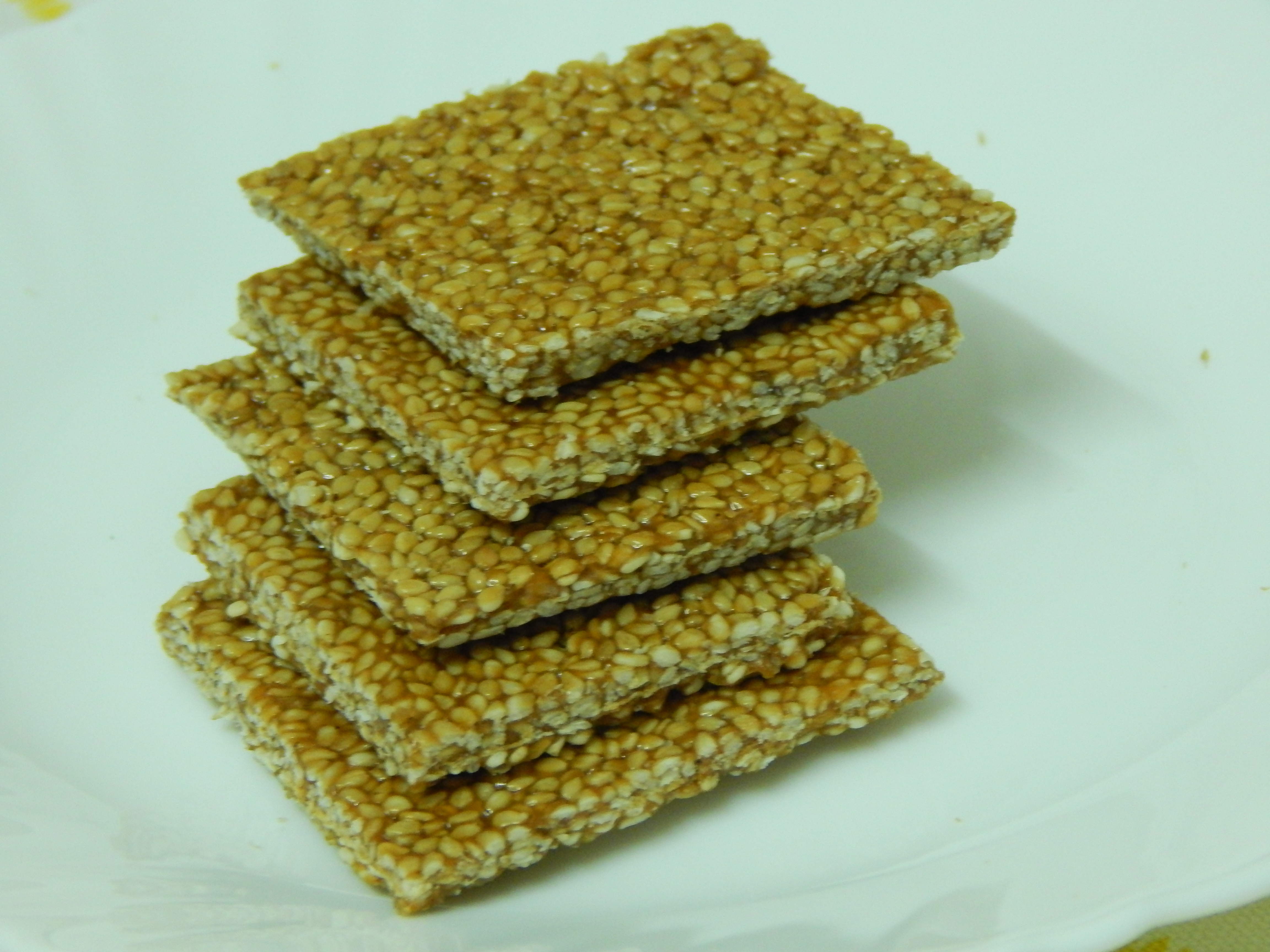
بذور السمسم تشيكي
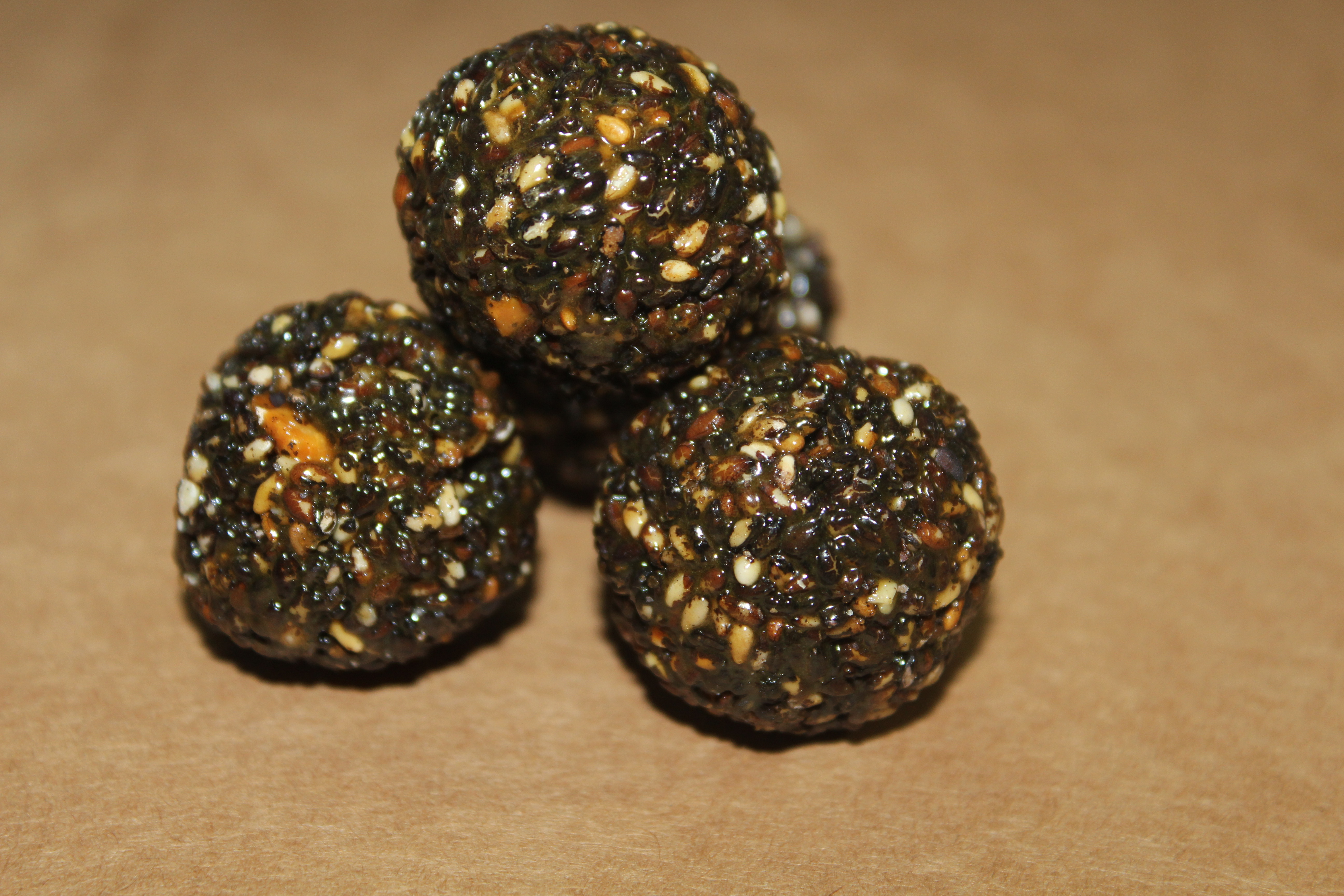
إلوندا
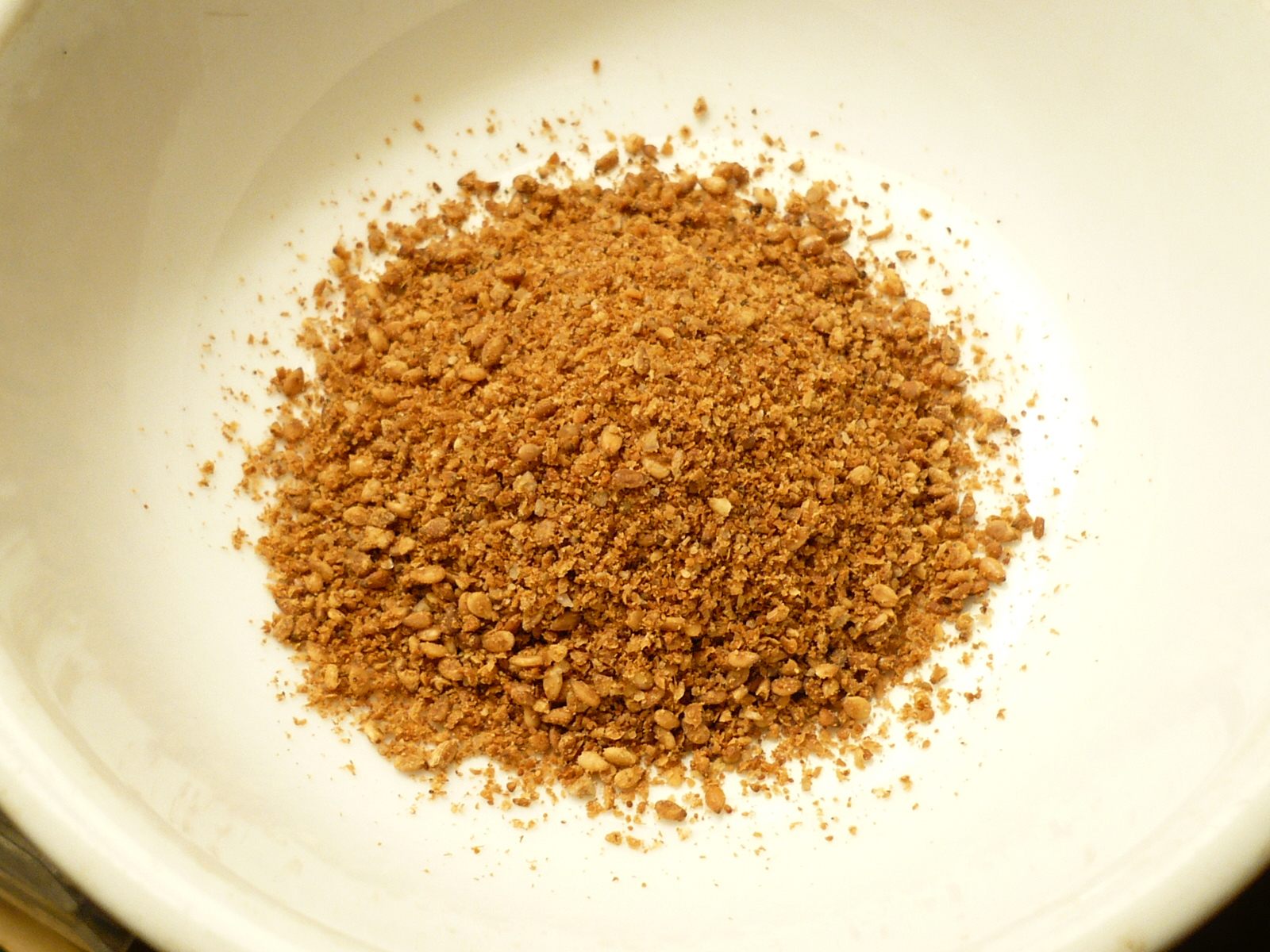
جوماشيو
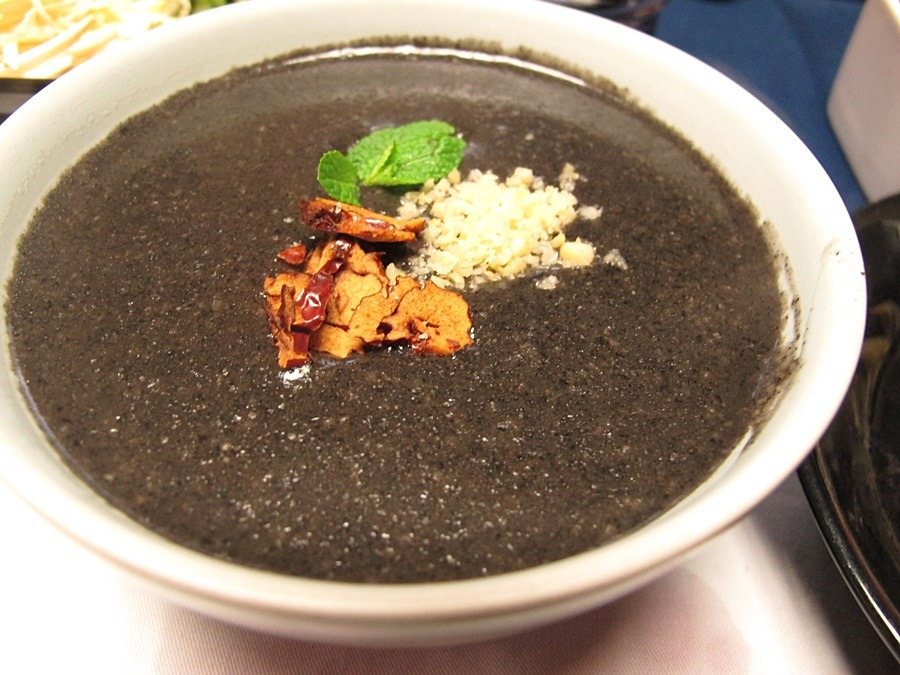
هيوجيمجا جوك  [لغات أخرى]‏
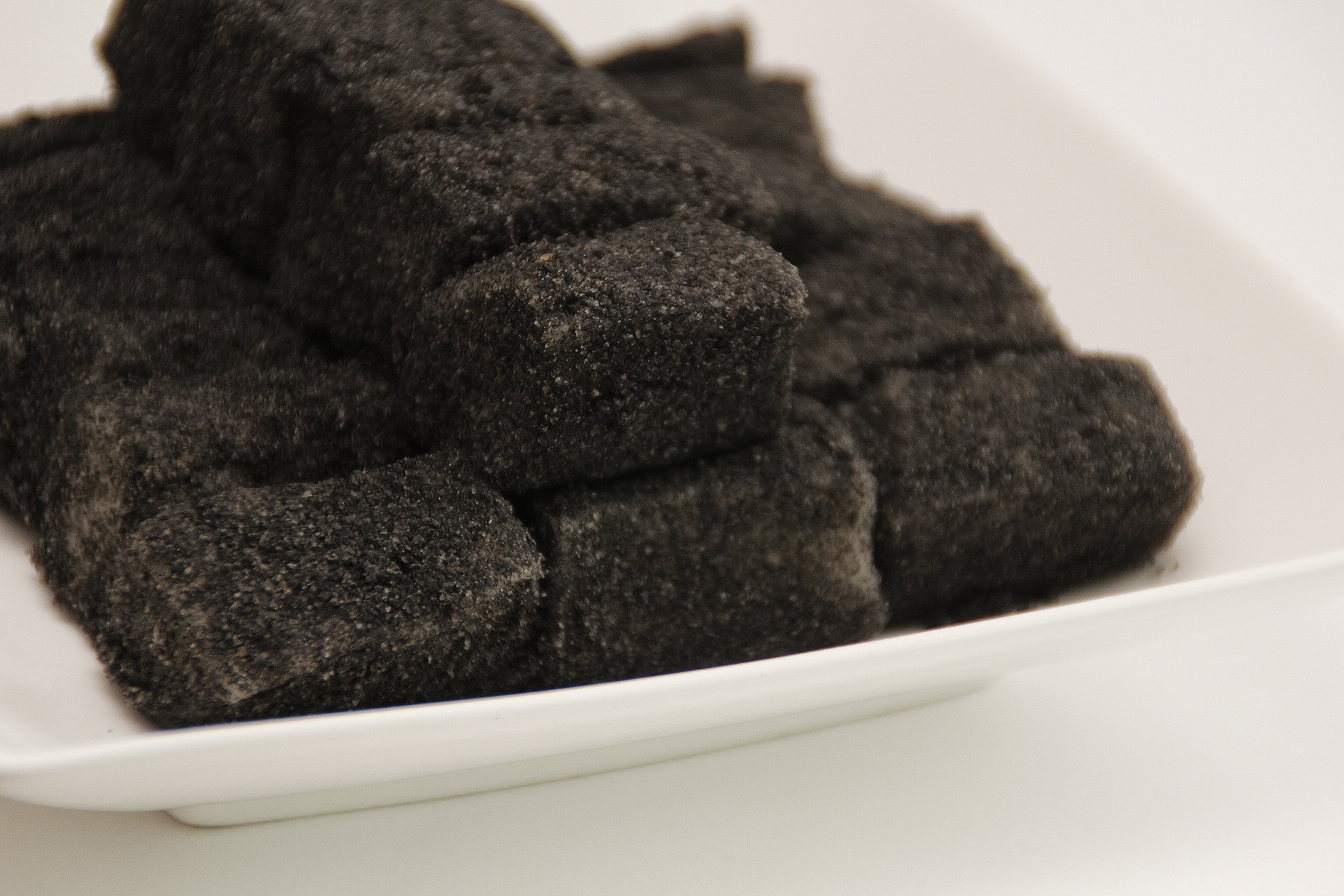
السمسم الأسود إنجولمي
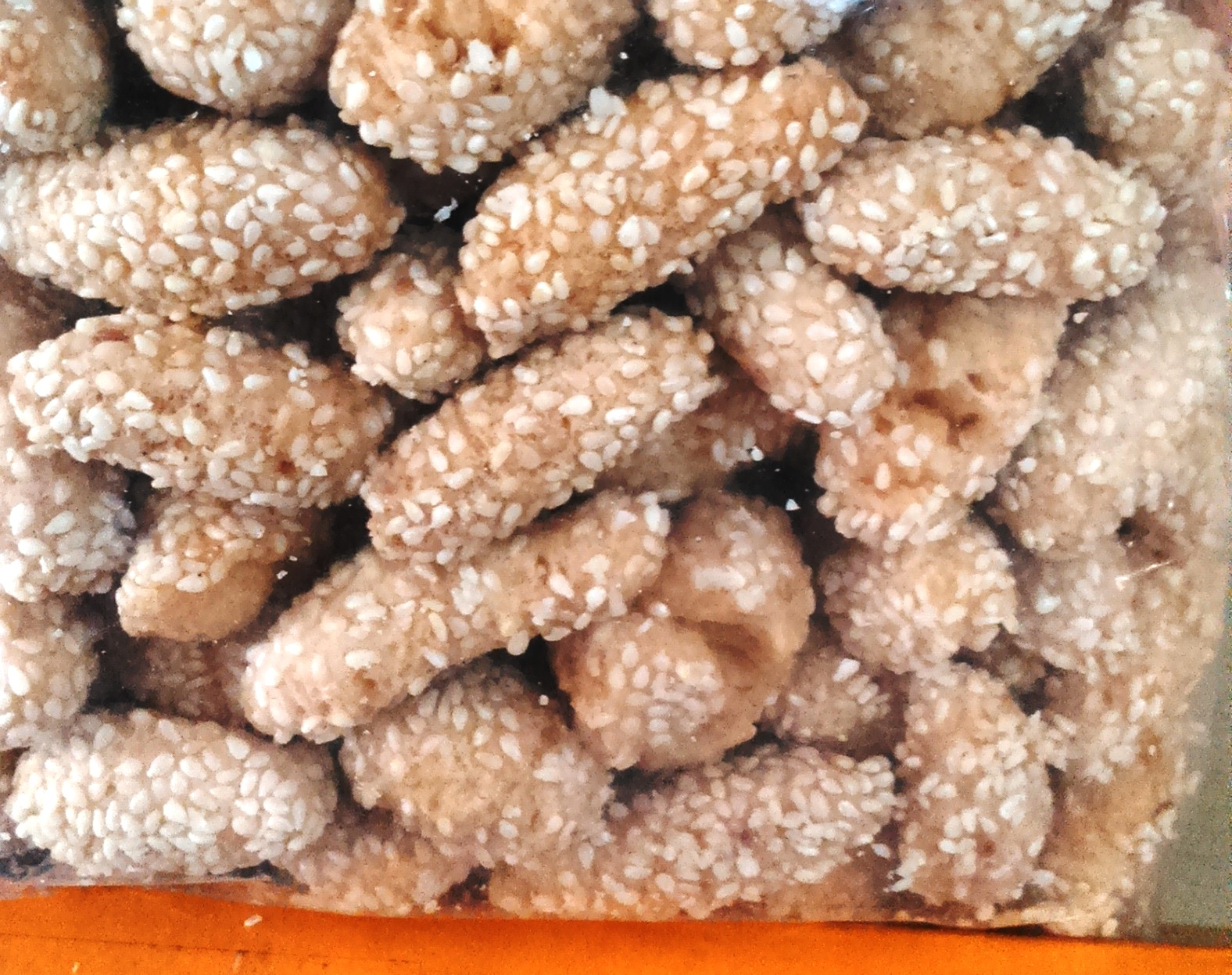
كيسيبوت
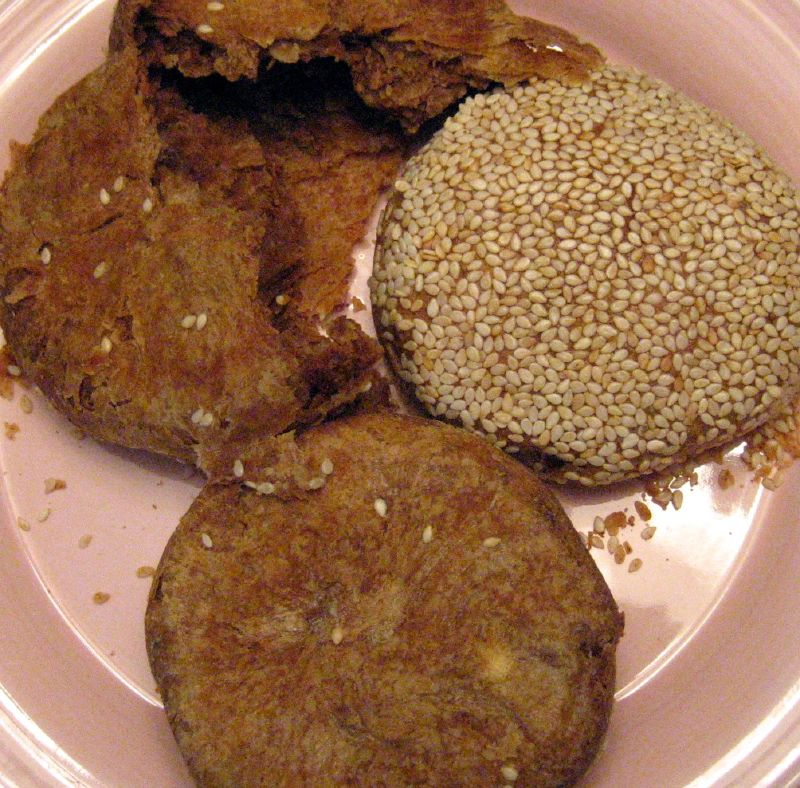
كعك بذور السمسم  [لغات أخرى]‏
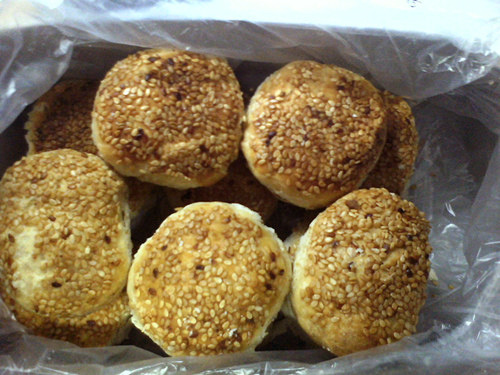
كعكة السمسم Huangqiao  [لغات أخرى]‏
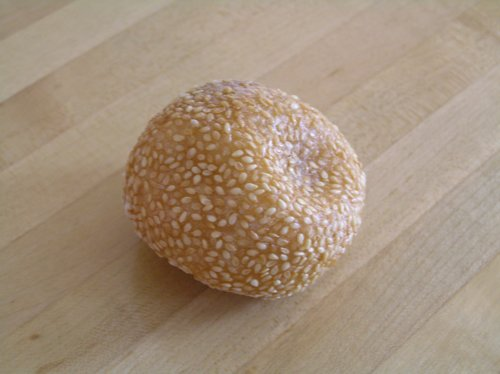
جيان دوي  [لغات أخرى]‏
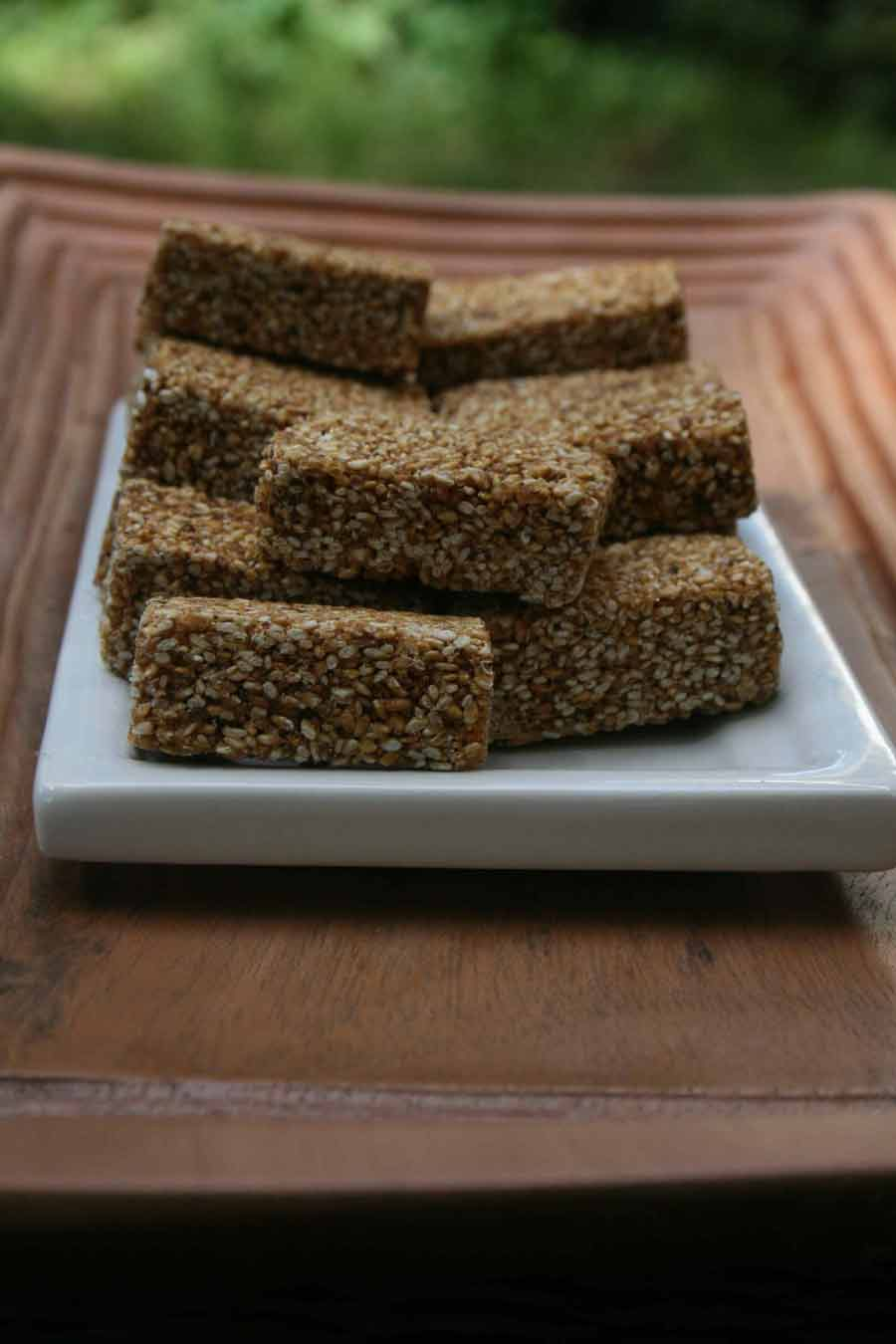
حلوى السمسم البورتوريكية
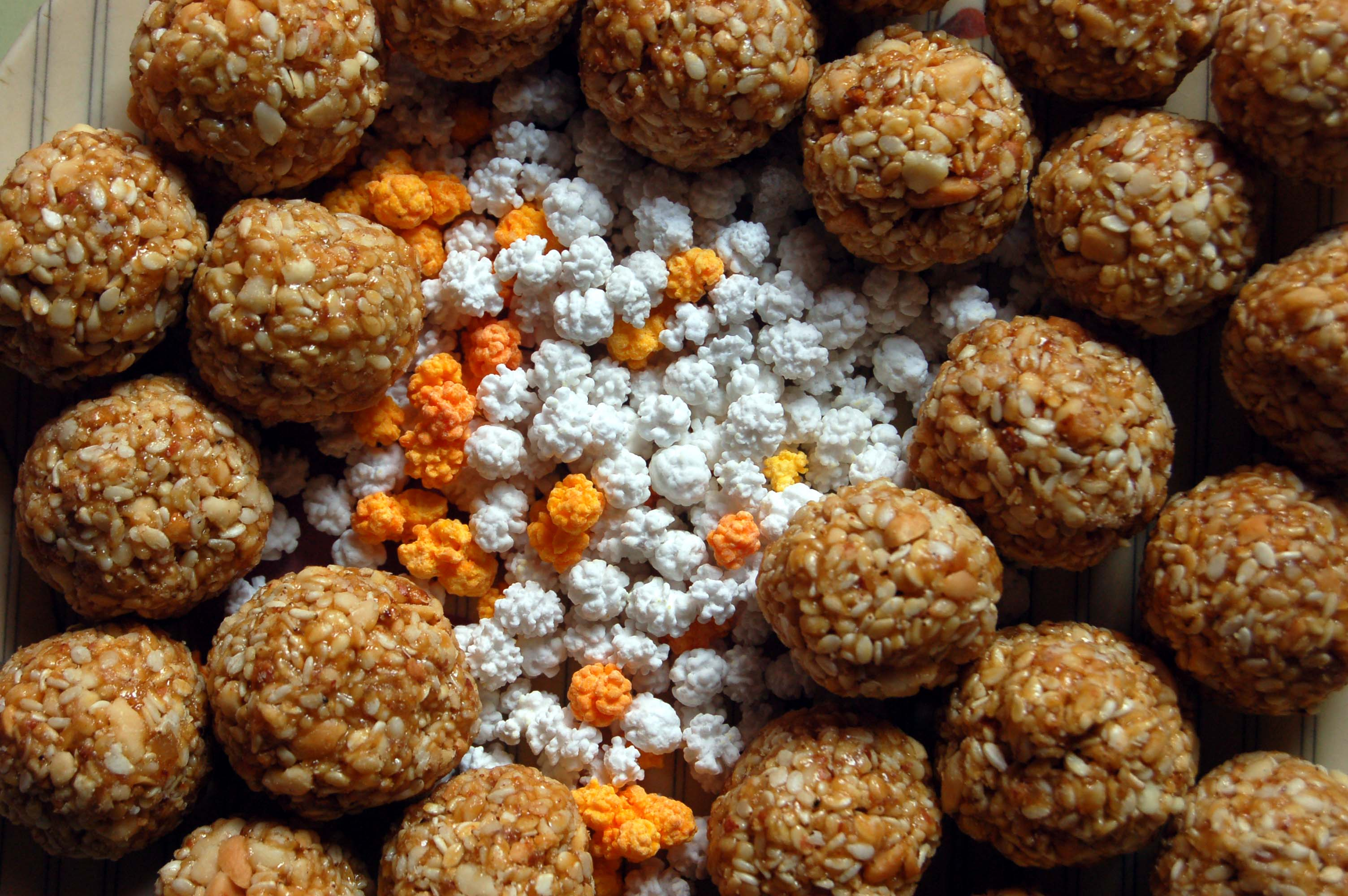
تلغول
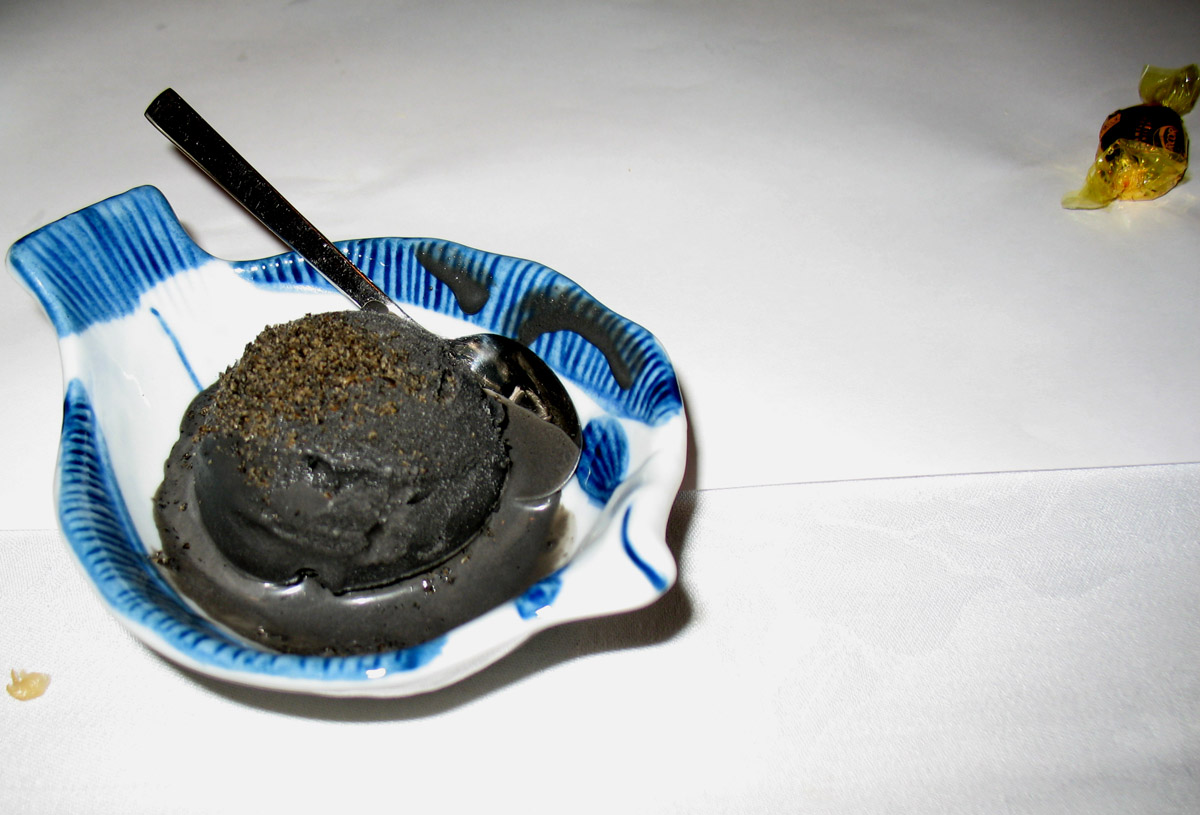
آيس كريم سمسم أسود